# Togwoteeus biceps
Togwoteeus biceps is een hooiwagen uit de familie Sclerosomatidae.